# Международная организация по налогам и инвестициям
Международная организация по налогам и инвестициям (англ. International Tax and Investment Organisation, ITIO) — организация, созданная для объединения усилий малых развивающихся стран по защите их интересов в сфере финансов и налогообложения. ITIO создана в марте 2001 года 13-ю офшорными юрисдикциями в противовес ОЭСР, начавшей кампанию против «вредоносной» налоговой политики этих стран. Международная организация по налогам и инвестициям занимается прежде всего именно противостоянием нападкам ОЭСР на офшорные страны. ITIO обвиняет ОЭСР в проведении политики «двойных стандартов», поскольку ОЭСР требует от малых развивающихся стран того, что не выполняют её собственные участники, в большинстве своём высокоразвитые государства. ITIO фактически обвиняет ОЭСР в дискриминации по отношению к малым странам и вмешательстве в их внутреннюю налоговую политику.
В настоящее время в состав ITIO входит 17 развивающихся государств и территорий:
- Ангилья,
- Антигуа и Барбуда,
- Багамские острова,
- Барбадос,
- Белиз,
- Британские Виргинские острова,
- Вануату,
- Западное Самоа,
- Каймановы острова,
- Лабуан,
- Панама,
- Острова Кука,
- Остров Мэн,
- Сент-Киттс и Невис,
- Сент-Люсия,
- Сент-Винсент и Гренадины,
- Теркс и Кайкос.